# La furia de los siete magníficos
La furia de los siete magníficos (en inglés, Guns of the Magnificent Seven) es una película del género western de 1969, dirigida por Paul Wendkos.
En esta película no se repite ningún actor de su predecesora El regreso de los siete magníficos, a excepción de Quintero, interpretado por Fernando Rey, aunque vuelve a aparecer el personaje de Chris, que esta vez es interpretado por George Kennedy.

## Argumento
En esta ocasión el grupo de siete hombres armados se reúne tras ser contratado Chris para rescatar a un líder de la Revolución mexicana. Una vez reunido el grupo y con la famosa música de Elmer Bernstein, vuelve a repetirse el argumento de las anteriores películas.

## Reparto
- George Kennedy como Chris Adams.
- James Whitmore como Levi Morgan.
- Monte Markham como Keno.
- Reni Santoni como Maximiliano Max O'Leary.
- Bernie Casey como Cassie.
- Scott Thomas como P.J.
- Joe Don Baker como Slater.
- Tony Davis como Emilio Zapata.
- Michael Ansara como Coronel Diego.
- Frank Silvera como Lobero.
- Wende Wagner como Tina.
- Sancho Gracia como Miguel.
- Luis Rivera como teniente Prensa.
- George Rigaud como Gabriel.
- Fernando Rey como Quintero.